# Trefor Proud
Trefor Proud é um maquiador estadunidense. Venceu o Oscar de melhor maquiagem e penteados na edição de 2000 por Topsy-Turvy, ao lado de Christine Blundell.